# Jodel (App)
Jodel ist eine mobile Social-Media-Applikation. Die App ermöglicht ihren Nutzern, anonymisiert Beiträge (Jodel) zu veröffentlichen. Ein Beitrag kann entweder ein (von der Länge her beschränkter) Text, ein aufgenommenes Foto mit kurzem Kommentar oder ein Video sein. Jeder Beitrag kann anschließend von anderen Nutzern in der Nähe positiv und negativ bewertet sowie kommentiert werden. Jodel war ursprünglich eine reine Studentenapp, in der die Hauptthemen Studium und Studentenleben waren, wandelte sich mit der Zeit aber hin zu einer App für junge Erwachsene.
Die Jodel Venture GmbH hat ihren Sitz in Berlin und beschäftigt mittlerweile etwa 60 Mitarbeiter. Gründer und Geschäftsführer ist Alessio Borgmeyer.
Nach im Mai 2025 von Statista veröffentlichten Daten lag die prozentuale Nutzung von Jodel bei vier Prozent aller Social-Media-Nutzer in Deutschland.

## Geschichte
Jodel wurde im Oktober 2014 von Alessio Borgmeyer, einem deutschen ehemaligen Studenten der RWTH Aachen, veröffentlicht. Tim Schmitz ist für die Finanzen zuständig, Niklas Henckell managt die Community und Alexander Linewitsch leitet die Produktentwicklung.
Im April 2015 hatte die App rund 100.000 Benutzer und im Oktober desselben Jahres rund eine Million. Das Unternehmen expandierte nach Österreich, Schweden, Norwegen, Dänemark und in die Schweiz. Im Mai 2016 wurden jeden Tag 600.000 Jodel geschrieben. Im Juni 2017 erhielt das Start-up sechs Millionen Dollar von Investoren aus dem Silicon Valley und plante die US-Expansion. Im August 2017 hatte die App rund 1,5 Millionen Benutzer.

## Funktionsweise

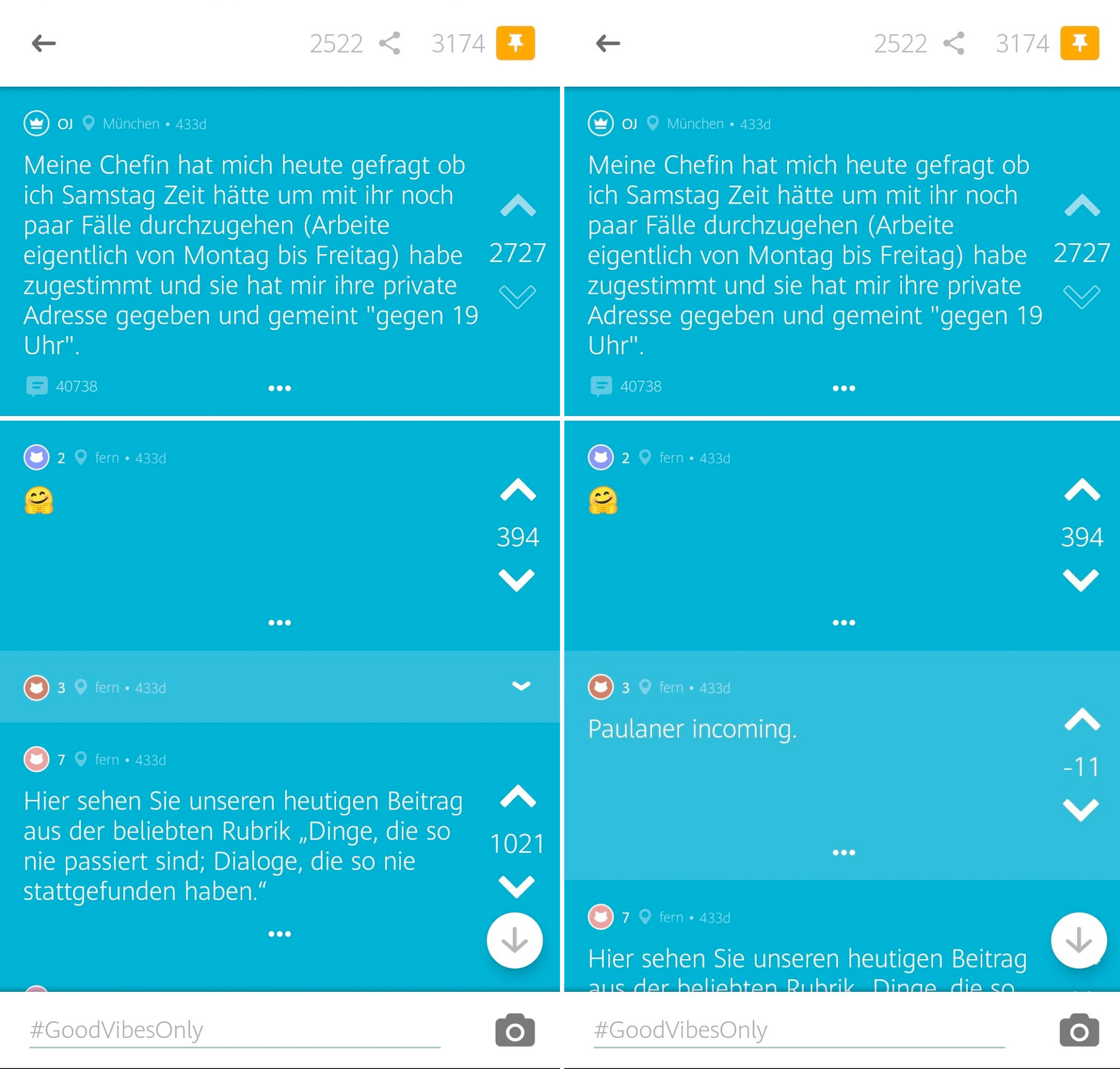
Beispiel ausgeblendeter Kommentare. Links: Eine Antwort wurde ausgeblendet, da diese zu viele negative Bewertungen erhalten hat. Rechts: Die Antwort wurde vom Nutzer manuell geöffnet.

Jodel verwendet GPS, um den Standort des Benutzers zu bestimmen. Anschließend werden die Beiträge von anderen Benutzern in der Nähe (bis zehn Kilometer) angezeigt. Dabei können diese nach Alter der Beiträge, Zahl der Kommentare oder ihrer Bewertung sortiert werden.

Beispiel eines Jodels: rechts die Differenz der Up- und Downvotes, unten das Alter, die Anzahl der Kommentare und die „Nähe“ des Jodels („nah“ bedeutet innerhalb 10 km)

Beiträge, auch eigene, können pro Benutzer einmalig positiv oder negativ bewertet werden, nach dem Prinzip von Reddit. Die Summe dieser Stimmen wird im Beitrag angezeigt. Bei einer zu niedrigen Punktzahl (−5) wird der Beitrag automatisch entfernt. Seit August 2018 werden Antworten innerhalb eines Jodels, die zu viele negative Bewertungen erhalten haben, nicht mehr komplett entfernt, sondern lediglich ausgeblendet. Als Nutzer kann man diese Nachrichten wieder einzeln einblenden. Hierdurch soll verhindert werden, dass Diskussionen innerhalb eines Jodels auf Grund gelöschter Antworten nicht mehr nachvollziehbar sind.
Nutzer können Statuspunkte sammeln („Karma“), indem von ihnen verfasste Beiträge von anderen Benutzern hochgewählt werden.
Seit November 2016 existiert die sogenannte „Heimat-Funktion“. Sie ermöglicht es den Nutzern, Beiträge an einem Ort, an dem sie sich momentan nicht befinden (zum Beispiel der Heimatstadt), zu lesen und zu verfassen. Dieser kann einmal im Monat verändert werden. Als Heimat-Ort kann nur der aktuelle Aufenthaltsort des Nutzers eingestellt werden. Eine Möglichkeit, dies zu umgehen, bieten Apps, die dem Endgerät einen falschen Standort vortäuschen.
Parallel dazu gibt es seit Sommer 2017 den sogenannten „Traveller Feed“, der es im Ausland ermöglicht, mit anderen Nutzern der App zu kommunizieren, die auch als Touristen in dieser Stadt unterwegs sind.
Ähnlich wie bei Twitter können Hashtags in den Beiträgen verwendet werden. Außerdem gibt es mit sogenannten Channels die Möglichkeit, eigene Bereiche zu bestimmten Themen zu erstellen.
Ab und zu wird im Feed ein schwarzer Jodel angezeigt, der als Position „Jodel HQ“ angibt. Damit richten sich die Betreiber der App an die Benutzer. So werden Begrüßungen, Bans oder auch andere Nachrichten darüber mitgeteilt.

### Moderation von Inhalten
Die Moderation erfolgt durch ausgewählte Nutzer. Die Auswahlkriterien sind nicht öffentlich bekannt. Zum Moderator ernannte Nutzer können über das Menü der App die Moderationsfunktion aufrufen. Dort werden ihnen gemeldete Beiträge und der vermutete Regelverstoß angezeigt. Mehrere Moderatoren stimmen darüber ab, ob ein Regelverstoß vorliegt. Moderatoren, die in Übereinstimmung mit der Mehrheit abstimmen, erhalten Statuspunkte. Die Moderatoren, die sich entgegen der Mehrheit entscheiden, werden verwarnt. Nach mehreren von der Mehrheit abweichenden Bewertungen wird ihnen der Status als Moderator entzogen.
Durch das eingesetzte Mehrheitsprinzip mit Bonus- und Malussystem besteht die Gefahr, dass die Moderatoren dazu verleitet werden, nicht nach den tatsächlichen Regeln und Richtlinien zu urteilen, sondern nach der vermuteten Meinung der Mehrheit oder nach eigenem Gusto. 
Das Moderationsprinzip wird von Jodel selbst als demokratisch und selbstregulierend bezeichnet. Ein Einspruch gegen eine Moderationsentscheidung kann nur über ein Kontaktformular oder per E-Mail eingereicht werden, nicht etwa in der App selbst.
Zudem kommt Jodel seinen Pflichten nach dem NetzDG nicht nach. Es besteht keine Möglichkeit für Nutzer, nach dem NetzDG relevante Inhalte zu melden und Beschwerde einzureichen. Jodel veröffentlicht keine Transparenzberichte über rechtswidrige Inhalte auf ihrer Plattform.

## Geschäftsmodell
Laut Angaben des Unternehmens wird seit März 2018 eine erste Monetarisierung der App vorangetrieben. Hierbei werden vereinzelt Werbeanzeigen im sogenannten Bilder-Feed angezeigt. Weiterhin besteht seit Januar 2019 die Möglichkeit, die vierte Position im Feed für 1, 12 oder 24 Stunden zu buchen und dort Produkte oder Services lokal zu bewerben. Hierbei ist es erstmals möglich, einem Post einen Link anzuhängen. Darüber hinaus erfolgt eine Finanzierung über die folgenden Investoren: Redalpine Venture Partners, Global Founders Capital, Christophe Maire, Felix Haas. Die Nutzung der App ist kostenlos. Seit Anfang des Jahres 2021 bietet Jodel zusätzlich eine Premiumfunktion für alle Nutzer an. Hierbei variieren die Monats- und Jahrespreise je nach angegebenem Beruf (Student, berufstätig etc.).

## Nutzeridentität
Einer Forschergruppe der Universität Passau ist es gelungen, aus einer Stichprobe von etwa 38.000 Jodel-Nachrichten den Standort in 96 % der Fälle mit einer Genauigkeit von 10 Metern zu bestimmen.
Der Betreiber von Jodel ist trotz fehlender expliziter Registrierung in der Lage, Anwender zu identifizieren, und kooperiert in manchen Fällen auch mit Sicherheitsbehörden. So identifizierte Jodel beispielsweise im November 2017 einen Studenten der Universität Trier, der eine Amokdrohung gepostet hatte. Seine Wohnung wurde daraufhin vom SEK gestürmt und er wurde festgenommen.
Auch in anderen Fällen hatte das Unternehmen bereits angekündigt, mit der Polizei zu kooperieren. Ebenso möchte Jodel bei Suizidandrohungen verfahren.